# Arthur Wahl
Arthur C. Wahl (né le 8 septembre 1917 - mort le 6 mars 2006) est un chimiste américain. Il a enseigné la radiochimie à l'université Washington de Saint-Louis de la fin des années 1940 jusqu'à sa retraite en 1983.

## Biographie
Après avoir obtenu un baccalauréat en radiochimie de l'université d'État de l'Iowa en 1930, il commence des études graduées à l'université de Californie à Berkeley sous la direction de Glenn T. Seaborg. C'est à cette époque, plus précisément en février 1941, qu'il isole le plutonium, qui n'existait alors qu'en théorie. Il obtient son doctorat en 1942.
En 1943, le groupe de Seaborg est recruté par Robert Oppenheimer afin de travailler au projet Manhattan.